# Robb Stark
Robb Stark es un personaje ficticio de la saga Canción de hielo y fuego del escritor George R. R. Martin. Es representado como el hijo mayor y heredero de Eddard Stark, Señor de Invernalia. El joven Robb tendrá que asumir una gran carga tras los sucesos que le depararán a su padre y su habilidad como gobernante y militar será puesta a prueba.
En la adaptación televisiva de HBO, Game of Thrones, el personaje es interpretado por el actor Richard Madden.

## Concepción y diseño
Robb Stark es representado como el hijo mayor de Lord Eddard Stark, no se poseen detalles sobre su forma de pensar o su personalidad, pues el personaje no posee capítulos desde su punto de vista en las obras literarias y solo se ve a través de terceros. En la obra se especifica que el personaje heredó los rasgos de la Casa Tully, y tanto su aspecto como su personalidad diferían del de su medio-hermano Jon Nieve. Si Jon heredó el carácter distante, callado y prudente de su padre, Robb era extrovertido y audaz. Con Theon Greyjoy, el pupilo de su padre, mantenía también una relación cercana y ambos mantenían su pasión por las mujeres y la caza, aunque a diferencia de Theon, Robb nunca fue mujeriego.
En la obra se observa que Robb admiraba a su padre y trataba de ser igual que él en su manera de comportarse y gobernar, tanto que su propia madre temía que la "sombra de Ned Stark" fuera demasiado alargada. Sin embargo, aunque en el campo militar demostró valor, audacia y planificación lo que le hizo ser imbatido, en el terreno de la política demostró la misma necedad y falta de adaptación que su padre, y eso provocaría su caída.
El actor que lo interpreta en la adaptación televisiva de Game of Thrones declara sobre su personaje: «Robb Stark es un joven que tiene que aprender muy rápido a ser un hombre y un líder [...] Está muy impregnado sobre las enseñanzas del honor y el deber que aprendió de su padre».

## Historia

### Primeros años
Eddard Stark y Catelyn Tully contrajeron matrimonio como forma de aliar a la Casa Tully con las Casas rebeldes de la Rebelión de Robert, como era el caso de la Casa Stark. Catelyn iba a casarse con Brandon, el hermano mayor de Eddard, pero debido a que fue ejecutado por orden del rey Aerys II Targaryen, se casaría con el nuevo Lord de Invernalia, Eddard Stark.
Cuando Ned Stark regresó a su hogar de luchar en la Rebelión de Robert, Catelyn le presentó a su hijo y primogénito, Robb. Ned llegó también con otro niño, declarando que era su hijo bastardo, llamado Jon Nieve.
Robb y Jon crecieron juntos y desarrollaron una relación de amistad-rivalidad, debido a que ambos poseían personalidades opuestas. También mantuvo una relación cercana con Theon Greyjoy, pupilo de su padre, y a quien llegó a considerar un hermano.

### Juego de tronos
Robb es parte del grupo que encuentra a los cachorros de huargo, adoptará uno al que llamará Viento Gris. También está presente cuando la comitiva real de Robert Baratheon llega a Invernalia, teniendo un encontronazo con el príncipe Joffrey Baratheon.
Debido a que su padre acepta el cargo de Mano del Rey, Robb debe permanecer como Señor en funciones de Invernalia. Cuando su padre es arrestado acusado de traición por el nuevo rey Joffrey, Robb decide llamar a sus abanderados del Norte y marchar al sur para ayudar a la Casa Tully, que se halla en enfrentamientos con la Casa Lannister. Robb tiene problemas para hacerse respetar entre los señores norteños debido a su edad y su inexperiencia, pero pronto su valor y audacia le harán ganarse el respeto de sus señores vasallos.
Robb y sus hombres llegan a Aguasdulces, que se hallaba bajo el asedio de los Lannister; decide dividir su ejército en dos partes, poniendo a Lord Roose Bolton al mando de la otra mitad. El ejército de Lord Bolton se enfrenta a las huestes de Tywin Lannister en la Batalla del Forca Verde, pero es derrotado. Sin embargo, este movimiento permitió distraer a Lord Tywin y que los norteños derrotaran a Jaime Lannister en las batallas de los Campamentos y el Bosque Susurrante: el asedio sobre Aguasdulces es levantado y Jaime Lannister capturado. Para poder llevar a cabo esta acción, Robb tuvo que pactar con la Casa Frey que le permitieran cruzar el Tridente, a cambio de esto, Lord Walder Frey demandó que tanto Robb como su hermana Arya se casaran con miembros de la Casa Frey.
Poco después, llega la noticia de que Lord Eddard Stark ha sido ejecutado en Desembarco del Rey por orden del rey Joffrey. Imposibilitado cualquier tipo de acuerdo entre los Stark y los Lannister, Robb es proclamado Rey en el Norte por los Señores norteños,

### Choque de reyes
Robb se establece en Aguasdulces y decide forjar una alianza con la Casa Greyjoy de las Islas del Hierro. Para ello envía a Theon Greyjoy rumbo a Pyke para que negocie la alianza con su padre, Balon Greyjoy. A su vez envía a su madre Catelyn rumbo al sur para parlamentar con Renly Baratheon y con Stannis Baratheon, los cuales se han autoproclamado Rey de los Siete Reinos tras la muerte del rey Robert. Ambas tentativas fallan cuando Lord Balon se niega a aliarse con los Stark, es más, demanda el Norte por derecho de conquista y envía a sus Hombres del Hierro, por otro lado, Catelyn falla en negociar con Renly cuando este es asesinado en misteriosas circunstancias.
Robb lleva a cabo entonces una invasión sobre las Tierras del Occidente y derrota a un ejército Lannister en la Batalla del Cruce de Bueyes. Mientras asediaba El Risco, el bastión de la Casa Westerling, Robb es herido y permanece bajo los cuidados de Jeyne Westerling. Al mismo tiempo recibe la noticia de que Theon Greyjoy ha traicionado a los Stark y ha tomado Invernalia, además ha ordenado ejecutar a sus hermanos Bran y Rickon. Desconsolado, Robb se acuesta con Jeyne y toma su virginidad; para salvar el honor de la joven, decide casarse con ella rompiendo su compromiso con la Casa Frey.

### Tormenta de espadas
Los acontecimientos se suceden tras su matrimonio con Jeyne: los Frey abandonan su ejército, y Edmure Tully, su tío, ha evitado que los Lannister cruzaran el Forca Roja, lo que le habría permitido encerrar a sus ejércitos y destruirlos, en lugar de eso, Tywin pudo partir hacia Desembarco del Rey, sumar sus fuerzas a las de la Casa Tyrell y derrotar a Stannis Baratheon en la Batalla del Aguasnegras. Sin embargo, su mayor sorpresa vino de parte de su madre, la cual, tras enterarse de la muerte de sus hijos, decidió liberar a Jaime Lannister y enviarlo a Desembarco del Rey para canjearlo por Sansa y por Arya. Lord Rickard Karstark, furioso con la acción de Catelyn, y viendo arrebatada su venganza contra Jaime Lannister (este había asesinado a dos de sus hijos), asesina a dos niños (un Lannister y un Frey) que eran prisioneros de Robb. Este declara a Lord Rickard traidor y lo ejecuta personalmente, causando que las tropas de la Casa Karstark abandonen su ejército.

He ganado todas las batallas, pero de alguna forma estoy perdiendo la guerra.
Robb Stark a Catelyn Tully

Robb planea regresar al Norte y recuperar los bastiones tomados por los Hombres del Hierro. Creyendo que todos sus hermanos varones han muerto y que su hermana Sansa se ha casado con Tyrion Lannister, envía a Galbart Glover y a Maege Mormont a ver a Howland Reed con una carta suya donde declara a su medio-hermano Jon Nieve como su sucesor.
Antes de regresar al Norte desea retomar la alianza con la Casa Frey y congraciarse con Lord Walder Frey, de modo que pacta el matrimonio entre su tío Edmure con Roslin Frey, una de las hijas de Lord Walder. Robb, junto a los Señores norteños y su ejército, parten a Los Gemelos, el bastión de la Casa Frey, para asistir a la boda. Se producen entonces los sucesos que se conocerán como los sucesos de la Boda Roja; confabulado con Tywin Lannister y Roose Bolton, Lord Walder Frey desata una lluvia de flechas durante la ceremonia de encamamiento de Edmure y Roslin, matando a una gran cantidad de Señores norteños, mientras fuera del lugar, los hombres de la Casa Frey y la Casa Bolton masacran al resto del ejército norteño. Robb es herido por las saetas y Roose Bolton lo remata apuñalándolo en el corazón y diciéndole un último mensaje: «Jaime Lannister os manda recuerdos». Como ofensa final hacia el Rey en el Norte, los Frey cosen la cabeza de su lobo huargo, Viento Gris, al cuerpo de Robb.

## Adaptación televisiva

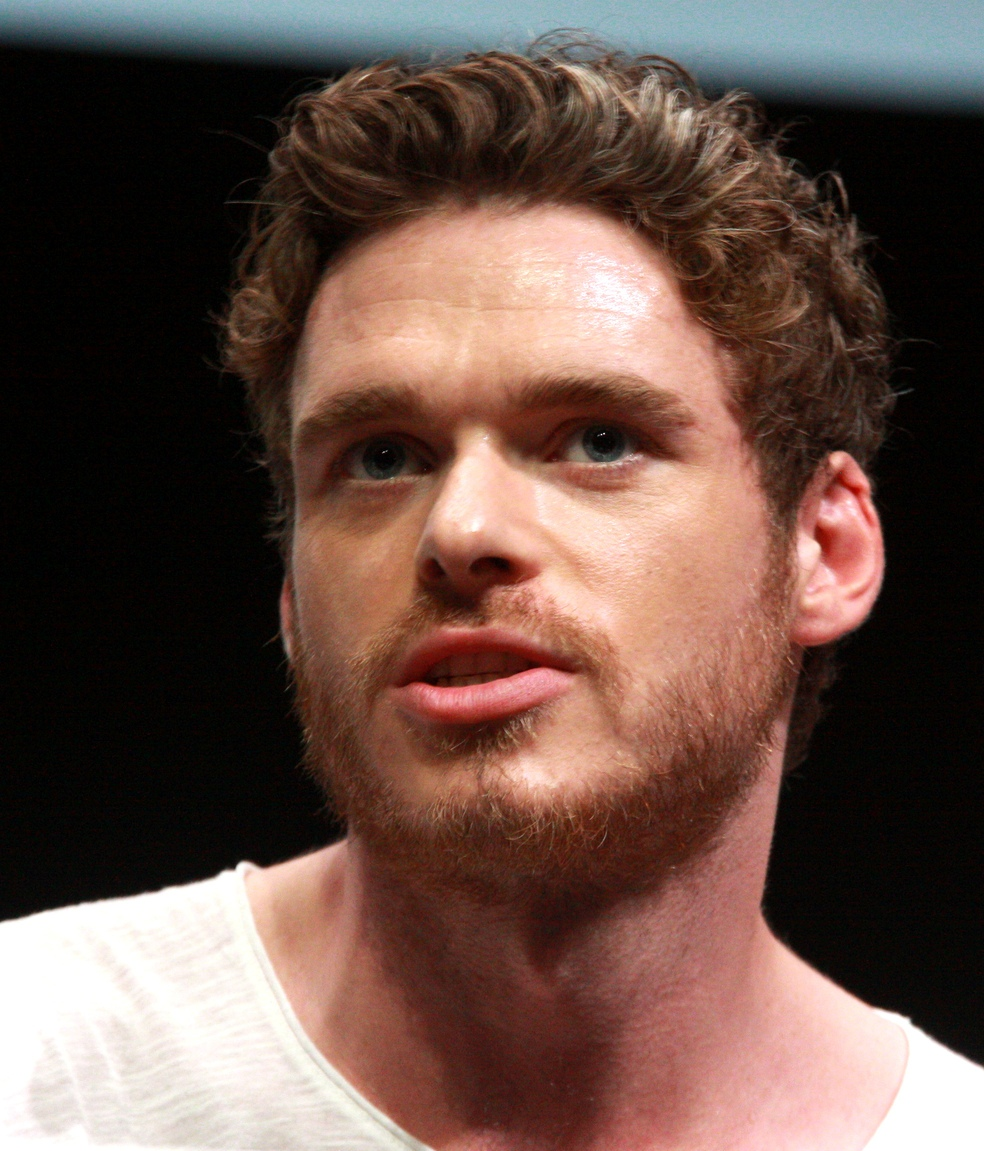
Richard Madden interpreta a Robb Stark

El personaje de Robb Stark es interpretado por el actor Richard Madden entre la primera y la tercera temporada.

### Primera temporada
Robb acompaña a su padre, junto a sus hermanos Bran Stark (Isaac Hempstead-Wright) y Jon Nieve (Kit Harington), a la ejecución del desertor de la Guardia de la Noche. Posteriormente encuentran una loba huargo muerta junto a una camada de cachorros; Robb adopta uno de ellos, al que llamará Viento Gris.
Cuando Lord Eddard Stark (Sean Bean) se marcha a Desembarco del Rey para servir como Mano del Rey, Robb permanece como Señor en funciones de Invernalia, gobernando el bastión con ayuda del maestre Luwin (Donald Sumpter). Su madre, Catelyn Tully (Michelle Fairley), les cuenta a Robb, Luwin, Theon Greyjoy y Ser Rodrik Cassel que cree que los Lannister trataron de asesinar a Bran. Lady Catelyn parte hacia la capital, mientras Robb permanece en Invernalia.
Lord Stark será arrestado acusado de traición al rey Robert. Manipulada por la reina Cersei, su hermana Sansa le escribe una carta a Robb pidiéndole que parta hacia Desembarco del Rey para jurar lealtad al nuevo rey, Joffrey Baratheon; Robb afirma que partirá, pero con un ejército, y llama a sus abanderados. Robb tiene problemas para hacerse respetar entre sus señores debido a su bisoñez y juventud, pero al ver su coraje, deciden apoyarle.
Robb y su ejército llegan hasta las Tierras de los Ríos, donde planea plantar batalla a Tywin Lannister (Charles Dance). Sin embargo, se le plantea un problema, pues tiene que cruzar el Tridente. Su madre Catelyn, que ha regresado junto a él, parlamenta con Walder Frey (David Bradley) para que le permita el paso. Lord Walder acepta, pero a cambio de que contraiga matrimonio con una de sus hijas; Robb no tiene más remedio que ceder.
Tras oír que su padre ha sido ejecutado en Desembarco del Rey, los norteños se hallan confusos sobre qué hacer a continuación; unos proponen unirse a Stannis Baratheon, otros a Renly Baratheon. Sin embargo, lord Umber proclama que los norteños rindieron pleitesía a los dragones, pero que ahora que están muertos deberían volver a gobernarse a sí mismos. Lord Umber hinca la rodilla ante Robb proclamándole «Rey en el Norte», al igual que hacen los demás señores.

Mis señores, esto es lo que yo les digo a los dos reyes (escupe al suelo). Renly Baratheon no es nada para mí, ni Stannis tampoco ¿por qué deberían reinar sobre mí y los míos desde un cómodo asiento en el Sur?... ¿qué saben ellos sobre el Muro, o sobre el Bosque de los Lobos? ¡Si hasta sus dioses son erróneos! ¿Por qué no volvemos a regirnos solos?, nos inclinamos ante los dragones... y los dragones están muertos. Ahí se sienta el único rey ante el que hincaré mi rodilla... ¡el Rey en el Norte!
Proclamación de Robb Stark como Rey en el Norte

### Segunda temporada
Robb marcha hacia las tierras de la Casa Lannister, a la vez que rechaza el ofrecimiento de paz del Trono de Hierro. Robb comienza a labrarse una gran reputación en batalla, siendo apodado El Joven Lobo.
Decidido a conseguir alianzas que refuercen su posición, envía a Theon Greyjoy (Alfie Allen) a Pyke para negociar una alianza con Balon Greyjoy, y a su madre a parlamentar con Renly Baratheon (Gethin Anthony), autoproclamado rey con el apoyo de la Casa Tyrell. Sin embargo, ambas tentativas fallan: Renly es asesinado cuando se disponía a combatir a su hermano Stannis, y Theon decide traicionar a Robb. Es más, Theon dirige un ataque contra Invernalia, tomando el bastión por sorpresa y ordenando ejecutar a Bran y a Rickon Stark.
Una mala noticia llega cuando Catelyn decide liberar a Jaime Lannister, enviándolo bajo la custodia de Brienne de Tarth (Gwendoline Christie) a Desembarco del Rey, con la intención de canjearlo por Sansa y Arya. Eso desata la furia de Lord Rickard Karstark (John Stahl). Tras enterarse, Robb ordena poner a su madre bajo custodia.

### Tercera temporada
Creo que perdisteis la guerra desde el momento en que os casasteis con ella.
Rickard Karstark a Robb Stark

El ejército de Robb llega hasta Harrenhal, encontrándose el bastión desierto y a su guarnición Stark muerta. Robb regresa a Aguasdulces tras enterarse de la muerte de su abuelo, Lord Hoster Tully. Allí, se reúne con Edmure Tully (Tobias Menzies), al que culpa por evitar la emboscada que había tendido a Ser Gregor Clegane. Robb sabe que está perdiendo la guerra ahora que los Lannister han derrotado a Stannis Baratheon y se han aliado con los Tyrell.
Dos prisioneros Lannister son asesinados en sus celdas, siendo Lord Rickard Karstark el responsable. Lord Karstark no lo oculta y reivindica que era una forma de tomarse venganza, creyendo que Robb no lo castigará y únicamente lo abroncará como hizo con Catelyn. Robb lo acusa de traidor y lo decapita personalmente; con sus últimas palabras, Lord Karstark afirma que no es su rey y que será condenado por asesinar a alguien con su misma sangre. La ejecución de Lord Rickard Karstark causa que las tropas de la Casa Karstark abandonen el ejército de Robb.
Sabiendo que ha perdido tanto la ventaja numérica como la estratégica, Robb se plantea qué hacer. Desecha la idea de volver al Norte, creyendo que si lo hace no volverá al Sur, pues sus hombres no querrán volver a combatir. En lugar de eso, decide marchar hacia el Occidente y tomar Roca Casterly, el bastión de los Lannister. Para ello intenta volver a ganarse la lealtad de la Casa Frey, la cual abandonó su ejército cuando Robb rompió su compromiso de casarse con una de las hijas de Lord Walder Frey. Los Frey demandan que Robb se disculpe personalmente, y que sea Edmure, nuevo Señor de Aguasdulces, quien case con una de las hijas de Lord Walder. De camino hacia Los Gemelos, Talisa le comunica a Robb que está embarazada. Ya en Los Gemelos, Robb asiste a la boda entre Edmure y la hija de Lord Walder y después al banquete nupcial.
Tras la ceremonia de encamamiento de los cónyuges, Catelyn nota el ambiente enrarecido cuando los músicos empiezan a tocar Las lluvias de Castamere (una canción que conmemora la victoria de los Lannister sobre las Casas levantiscas). Catelyn se percata de que es una trampa y pide a Robb que huya; justo en ese momento, los músicos comienzan a llover flechas sobre los asistentes al banquete. Talisa es apuñalada en el vientre hasta la muerte por uno de los Frey, mientras que Robb recibe varios impactos de flecha. Un herido Robb se tambalea hacia el cadáver de su esposa, mientras Catelyn se las arregla para capturar a la esposa de Lord Walder. Amenaza con matarla si no deja a Robb marchar, a lo que Lord Walder se niega. En ese momento, Roose Bolton apuñala a Robb en el corazón después de susurrarle unas palabras: «Los Lannister mandan sus saludos».
A las afueras de Los Gemelos, el ejército norteño es masacrado por las tropas de la Casa Frey. El huargo de Robb, Viento Gris, es también eliminado. Como ofensa final hacia el Rey en el Norte, los Frey cosen la cabeza del huargo al cuerpo de Robb mientras pasean su cadáver burlándose de él, todo siendo observado por su hermana Arya horrorizada.